# Kabinett Röell

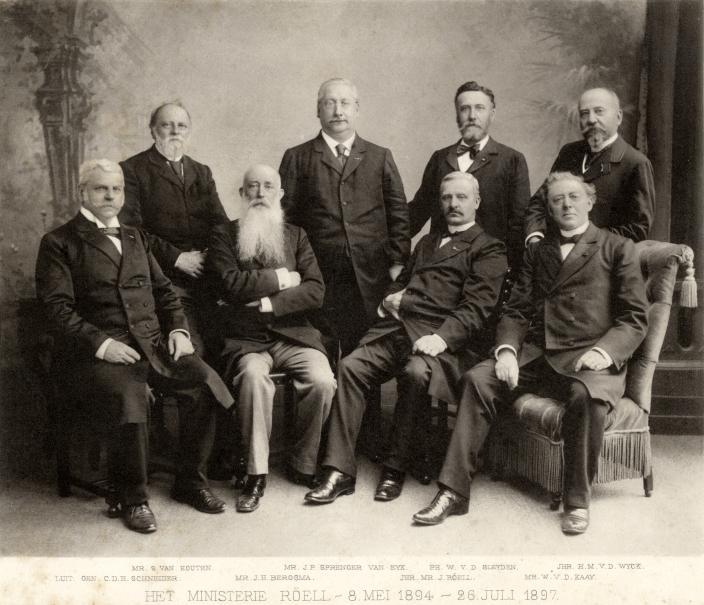
Kabinett Röell

Das Kabinett Röell war das zwanzigste Kabinett der Niederlande. Es bestand vom 9. Mai 1894 bis zum 27. Juli 1897.

## Zusammensetzung
| Amt                    | Amtsinhaber                        |
| ---------------------- | ---------------------------------- |
| Premierminister        | Joan Röell                         |
| Auswärtiges            | Joan Röell                         |
| Justiz                 | Willem van der Kaay                |
| Inneres                | Samuel van Houten                  |
| Finanzen               | Jacobus Petrus Sprenger van Eyk    |
| Krieg                  | Clemens Diederik Hendrik Schneider |
| Marine                 | Herman Marinus van der Wijck       |
| Verkehr und Wirtschaft | Philippe Willem van der Sleyden    |
| Kolonien               | Jacob Hendrik Bergsma              |